# Élections européennes de 2019 en Autriche
Les élections européennes de 2019 sont les élections des députés de la neuvième législature du Parlement européen, qui se déroulent du 23 mai au 26 mai 2019 dans tous les États membres de l'Union européenne. En Autriche, elles se tiendront le 26 mai 2019 pour élire les 18 sièges alloués au pays.

## Contexte
Les dernières élections européennes en Autriche avaient vu une progression importante du parti d'extrême-droite FPÖ ainsi que des Verts qui atteignaient quant à eux un score historique de 14,52 %. Mais les élections législatives autrichiennes de 2017 ont rebattu les cartes. En effet, les Verts ont réalisé leur pire score depuis la création du parti et disparaissant du Parlement national. L'ÖVP et le FPÖ ont réalisé une percée alors que le SPÖ restait stable.
Ces élections européennes seront donc un test important pour les Verts qui pourraient également disparaître du Parlement européen ainsi que pour l'ÖVP et le FPÖ qui forment l'actuel gouvernement autrichien.
Un 19e élu (Les Verts) siège à compter du 1er février 2020, car l'Autriche bénéficie d'un siège supplémentaire au Parlement européen à la suite de la sortie du Royaume-Uni de l'Union européenne.

## Mode de scrutin
Lors de ces élections, peuvent voter :
- Les citoyens autrichiens âgés de 16 ans et plus le jour de l'élection, et résidant en Autriche.
- Les citoyens autrichiens âgés de 16 ans et plus le jour de l'élection, résidant à l'étranger, et ayant présenté une notification de figurer sur la liste électorale de la commune autrichienne où ils résidaient auparavant.
- Les ressortissants de l'UE âgés de 16 ans et plus, résidant en Autriche, et ayant présenté une notification à être inscrit sur la liste électorale de la commune autrichienne où ils résident.

## Campagne

### Partis et candidats
| Parti politique | Parti politique                                        | Positionnement et idéologie                                                                 | Score en 2014 | Tête de liste        | Députés sortants | Députés sortants |
| Parti politique | Parti politique                                        | Positionnement et idéologie                                                                 | Score en 2014 | Tête de liste        | Nombre           | Groupe politique |
| --------------- | ------------------------------------------------------ | ------------------------------------------------------------------------------------------- | ------------- | -------------------- | ---------------- | ---------------- |
|                 | Parti populaire autrichien (ÖVP)                       | Centre droit Démocratie chrétienne, conservatisme                                           | 26,98 %       | Othmar Karas         | 5 / 18           | PPE              |
|                 | Parti social-démocrate d'Autriche (SPÖ)                | Centre gauche Social-démocratie, progressisme                                               | 24,09 %       | Andreas Schieder     | 5 / 18           | S&D              |
|                 | Parti de la liberté d'Autriche (FPÖ)                   | Droite Populisme de droite, national-conservatisme, libéralisme économique, euroscepticisme | 19,72 %       | Harald Vilimsky      | 4 / 18           | ENL              |
|                 | Les Verts - L'Alternative verte (Grüne)                | Centre gauche Écologie, europhilie                                                          | 14,52 %       | Werner Kogler        | 3 / 18           | Verts/ALE        |
|                 | NEOS - La nouvelle Autriche et le Forum libéral (NEOS) | Centre Libéralisme, europhilie                                                              | 8,14 %        | Claudia Gamon        | 1 / 18           | ADLE             |
|                 | Parti communiste d'Autriche (KPÖ)                      | Gauche radicale Communisme                                                                  | 2,14 %        | Katerina Anastasiou  | 0 / 18           |                  |
|                 | JETZT – Liste Pilz                                     | Centre gauche à gauche Social-démocratie, europhilie                                        | Nv.           | Johannes Voggenhuber | 0 / 18           |                  |

### Déroulement de la campagne
La fin de campagne est marquée par une crise gouvernementale. En effet, le 17 mai 2019, une vidéo secrètement enregistrée est rendue publique par les médias allemands Der Spiegel et Süddeutsche Zeitung, montrant des membres importants du Parti de la liberté d'Autriche (FPÖ) - le vice-chancelier Heinz-Christian Strache et le chef du groupe parlementaire du parti Johann Gudenus - discuter avec une femme qu'ils croyaient liée à un oligarque russe au sujet d'un éventuel soutien financier en échange d'un accès facilité à des marchés publics autrichiens.
Le lendemain, Heinz-Christian Strache et Johann Gudenus démissionnent de leurs fonctions respectives. Le chancelier Sebastian Kurz annonce quant à lui des élections législatives anticipées.

### Sondages
| Sondeur           | Date           | Pilz  | Les Verts | SPÖ     | NEOS   | ÖVP     | FPÖ     | Autres |
| ----------------- | -------------- | ----- | --------- | ------- | ------ | ------- | ------- | ------ |
| Sondeur           | Date           |       |           |         |        |         |         |        |
| Research Affairs  | 16 mai 2019    | 2 %   | 8 %       | 27 %    | 9 %    | 29 %    | 23 %    | 2 %    |
| Unique Research   | 9 mai 2019     | 1 %   | 10 %      | 27 %    | 8 %    | 30 %    | 23 %    | 1 %    |
| OGM               | 2 mai 2019     | 1,5 % | 7 %       | 27,5 %  | 7 %    | 30,5 %  | 24,5 %  | 2 %    |
| Research Affairs  | 2 mai 2019     | 2 %   | 7 %       | 27 %    | 10 %   | 29 %    | 23 %    | 2 %    |
| Research Affairs  | 17 avril 2019  | 2 %   | 7 %       | 27 %    | 10 %   | 29 %    | 22 %    | 3 %    |
| Research Affairs  | 3 avril 2019   | 3 %   | 8 %       | 26 %    | 9 %    | 29 %    | 22 %    | 3 %    |
| INSA              | 1er avril 2019 | 2 %   | 9 %       | 26 %    | 8 %    | 28 %    | 23 %    | 4 %    |
| Élections de 2014 | 25 mai 2014    | /     | 14,52 %   | 24,09 % | 8,14 % | 26,98 % | 19,72 % | 6,55 % |

## Résultats
| Parti ou coalition       | Parti ou coalition                              | Voix      | %     | +/-  | Sièges | +/-           | Groupe    |
| ------------------------ | ----------------------------------------------- | --------- | ----- | ---- | ------ | ------------- | --------- |
|                          | Parti populaire autrichien (ÖVP)                | 1 305 954 | 34,55 | 7,57 | 7      | 2             | PPE       |
|                          | Parti social-démocrate d'Autriche (SPÖ)         | 903 151   | 23,89 | 0,2  | 5      | en stagnation | S&D       |
|                          | Parti de la liberté d'Autriche (FPÖ)            | 650 114   | 17,20 | 2,52 | 3      | 1             | ID        |
|                          | Les Verts - L'Alternative verte (Grüne)         | 532 194   | 14,08 | 0,44 | 2      | 1             | Verts/ALE |
|                          | NEOS - La nouvelle Autriche et le Forum libéral | 319 024   | 8,44  | 0,34 | 1      | en stagnation | RE        |
|                          | JETZT – Liste Pilz                              | 39 234    | 1,04  | Nv.  | 0      | Nv.           |           |
|                          | Parti communiste d'Autriche (KPÖ)               | 30 086    | 0,80  | 1,34 | 0      | en stagnation |           |
|                          |                                                 |           |       |      |        |               |           |
| Votes valides            | Votes valides                                   | 3 779 757 | 98,57 |      |        |               |           |
| Votes blancs et nuls     | Votes blancs et nuls                            | 54 899    | 1,43  |      |        |               |           |
| Total                    | Total                                           | 3 834 656 | 100   | -    | 18     | en stagnation | -         |
| Abstentions              | Abstentions                                     | 2 581 513 | 40,23 |      |        |               |           |
| Inscrits / Participation | Inscrits / Participation                        | 6 416 169 | 59,76 |      |        |               |           |